# Туличів
Ту́личів — село в Україні, у Турійській селищній громаді Ковельського району Волинської області. Населення становить 368 осіб.

## Історія
Перші згадки про село Туличів датують кінцем XV ст. , коли воно входило до Володимирського повіту. Одна його половина належала земельному поміснику Федору Туличівському, а друга - Володимирському поміснику Тирику. Але офіційна дата, на яку можна опиратися це 17 травня 1535р. Цього дня, дослівно: "... в Туличеві князь Петро Михайлович Острожецький видав грамоту на продаж с.Туличева князю Василію Михайловичу Сангушку-Ковельському. ", "...за чотириста коп грошей, монети і лічби великого князівства Литовського ". Разом із селом було продано навколишні поля, землі, сіножаті, річки, струмки, ставки, болота, млини, лісові ділянки, мисливські угіддя, а також селян зі своїми маєтками та податками. Продаж був підтверджений через рік грамотою короля Сигізмунда I, у Вільно 20 травня 1536р. Границі володінь не були чітко визначеними і тому між князем Василієм,новим власником, та його родичами, власниками сусідніх сіл виникали часті суперечки. Він розширив кордони туличівських земель за річку Серебреницю і 13 квітня 1540р. князь Федір Андрійович Сангушко-Коширський,власник сусідніх земель, написав лист в якому не допускав перетину князем Василієм річки Серебрениці зі сторони с.Бобли. Суперечки не припинялися і в кінці князь Василій Михайлович Сангушо-Ковельський змушений був добровільно обмінятися своїми маєтками,включаючи Ковель із замками та прибічними селами із королевою Боною,жінкою Сигізмунда І,отримавши від неї волость та маєтки біля Оршанська та Могилева. 4-10 березня 1543р. король Сигізмунд І грамотою, виданою в Кракові, затвердив цей обмін. Таким чином с.Туличів перейшло під владу королеви Бони і нарівні з іншими її маєтками знаходилось під керуванням королівських старост.  В квітні 1556 р. королева Бона покинула Польщу і будучи італійською принцесою з роду Сфорца, повернулася до себе на батьківщину в Італію в м.Баре, де померла 20 жовтня 1557 р. Після її смерті всі володіння перейшли під королівську власність Сигізмунда І. Ще при житті королеви Бони с. Туличів було подаровано Радомському наміснику Гавриїлу Тарло, але через деякий час відібране через борг у 12000 злотих перед королем Сигізмундом ІІ Августом. Пізніше село було передане пану Миколі Лисаковському.    На початку 1654р.  в Литву прибув князь Андрій Михайлович Курбський, який втік від гніву царя Іоана Васильовича Грозного. 4 липня 1654р. Курбський отримує грамоту від польського короля на володіння ковельськими землями, але в перелік маєтків не входило с. Туличів і він силою забрав село в Лисаковського. Коли дворяни Борзобогаті-Красенські виплатили королю борг 12000 злотих, Курбський не хотів передавати їм маєток навіть після наказу короля від 5-12 липня 1572р. Князь Курбський помер в травні 1583р. і всі його землі перейшли до його дружини Олександри Петрівни Семашкової та його дітей кн. Марини та кн. Димитрія. Офіційно всі володіння разом з с. Туличів перейшли у їхню власність 23 травня 1583р. Борзобогаті-Красенські заявили про свої права і 15 січня 1590р. король Сигізмунд ІІІ видав декрет про повернення у власність села Туличів  Борзобогатим Івану і Семену.    
В селі існувала церква  Покрови Пресвятої Богородиці. Коли і ким побудована невідомо, із-за дуже древнього стану була розібрана у 1810 р. Є припущення,  що церква  була збудована ще православним князем Василієм Михайловичем Сангушком-Ковельським. З давніх часів православні князі Сангушки завжди відкликались на релігійні потреби своїх селян і будували православні храми у своїх маєтках. Землі, ділянки та сади, які належали  церкві перейшли у вододіння поміщиків Добровольських, а парафія Туличева була приписана до с.Вербичне.
У 1862 р.  с.Туличів  відвідав  видатний польський  етнограф, фольклорист і композитор Оскар Генрик Кольберг. Він гостював у родині панів Добровольських.
Під час Другої світової війни частину мешканців Туличева — українців було вбито німцями за участі поляків.
17 (за ін. даними 24) липня 1943 р. в село прибула каральна експедиція на 100 автомобілях, серед учасників якої були поляки. Розстріляно 47 осіб (чоловіки з дітьми), жінок відправлено в табір у м. Ковелі.
У селі народився та провів дитячі роки Заслужений діяч мистецтва Казахстану, який працював в м. Цілиноград /Астана/, Михайло Антонюк (1935—1993).
В с. Туличів проживає Кравчук Марія Василівна, учасник Національної спілки майстрів народного мистецтва України (1999р), а також заслужений майстер народної творчості України (2006р). Її шедеври соломоплетіння побували на виставках 15- тьох країн світу. 
12 червня 2020 року, відповідно до розпорядження Кабінету Міністрів України № 708-р «Про визначення адміністративних центрів та затвердження територій територіальних громад Волинської області», увійшло до складу Турійської селищної територіальної громади.
19 липня 2020 року, в результаті адміністративно-територіальної реформи та ліквідації Турійського району, село увійшло до новоутвореного Ковельського району.

## Населення
Згідно з переписом УРСР 1989 року чисельність наявного населення села становила 384 особи, з яких 174 чоловіки та 210 жінок.
За переписом населення України 2001 року в селі мешкало 368 осіб.

### Мова
Розподіл населення за рідною мовою за даними перепису 2001 року:
| Мова       | Відсоток |
| ---------- | -------- |
| українська | 100%     |
|            |          |

## Відомі люди

### Народилися
Антонюк Михайло Якович (12 березня 1935 — 14 квітня 1993) — почесний художник Казахстану українського походження, монументаліст.
Проживає ( народилась у висланні 22 січня 1954р у м. Прокоп'євськ, Кемеровська область, Росія) 
Кравчук Марія Василівна, учасник Національної спілки майстрів народного мистецтва України (1999р), заслужений майстер народної творчості України (2006р).